# 580-as évek
Évszázadok: 5. század – 6. század – 7. század
Évtizedek: 530-as évek – 540-es évek – 550-es évek – 560-as évek – 570-es évek – 580-as évek – 590-es évek – 600-as évek – 610-es évek – 620-as évek – 630-as évek
Évek: 580 581 582 583 584 585 586 587 588 589

## Események
- A görög milétoszi iskola, természetfilozófia és tudomány kezdete. (Thálész, Anaximandrosz, Anaximenész működése.)